# 静岡県道112号中大見八幡野線
静岡県道112号中大見八幡野線（しずおかけんどう112ごう なかおおみやわたのせん）は、静岡県伊豆市から同県伊東市に至る一般県道である。

## 概要

### 路線データ
- 起点：静岡県伊豆市徳永（静岡県道12号伊東修善寺線交点）
- 終点：静岡県伊東市八幡野（国道135号交点）
- 実延長：3,705m[1]

## 沿革
- 1960年（昭和35年）4月1日 - 認定[2]

## 通過する自治体
- 静岡県
  - 伊豆市
  - 伊東市

## 接続する道路
- 静岡県道12号伊東修善寺線（起点：伊豆市徳永）
- 静岡県道111号遠笠山富戸線（遠笠山道路）（伊東市池）

この間未開通区間あり（伊東市池）
- 国道135号（東伊豆道路）（終点：中大見口交差点）

## 周辺
- 伊豆スカイライン 天城高原インターチェンジ
- 伊豆急行伊豆急行線 伊豆高原駅
- 天城高原ファミリーパーク
- 伊豆高原
- マックスバリュEX 伊豆高原店
- 伊豆急行本社
- 大室山
- 伊豆シャボテン公園
- 橋立吊橋（城ヶ崎海岸）
- 赤沢温泉
- 伊豆海洋公園
- 伊豆ぐらんぱる公園
- 蓮着寺
- 大田区立伊豆高原学園
- ろくろば村

## その他
- 路線名の「中大見」は、起点付近の旧地名（静岡県田方郡中大見村）に由来する。